# Amagi (Schiff, 1944)
Die Amagi (japanisch 天城) war ein Flugzeugträger der Unryū-Klasse der Kaiserlich Japanischen Marine, der im Zweiten Weltkrieg zum Einsatz kam.

## Geschichte

### Bau
Der Bauauftrag für die spätere Amagi wurde, mit der Baunummer 5001 im Rahmen des „modifizierten 5. Kreis-Bauprogramms (Kai-Maru 5 Keikaku)“ von 1942, an Mitsubishi vergeben. Diese legten den Rumpf am 1. Oktober 1942 auf ihrer Werft in Nagasaki auf Kiel und das zu Wasser lassen erfolgte am 15. Oktober 1943. Die Indienststellung erfolgte am 10. August 1944 unter dem Kommando von Kaigun-taisa (Kapitän zur See) Yamamori Kamenosuke, welcher bereits seit dem 27. Juni 1943 als sogenannter Oberster Ausrüstungsoffizier (jap. 艤装員長, gisō inchō) mit der Baubelehrung beauftragt gewesen war.

### Allgemeines
Ein eigenes Bordflugzeuggeschwader kam nie an Bord. Vorgesehen waren Jagdflugzeuge des Typs Mitsubishi A6M8 „Zero“, Aichi B7A „Ryusei“ als Torpedobomber beziehungsweise Sturzkampfbomber und Nakajima C6N als Aufklärungsflugzeuge. Nach Indienststellung übernahm das Schiff nie andere Aufgaben als die Luftverteidigung im Raum Kure, wo es am 27. Juli 1945 bei einem Luftangriff versenkt wurde. Ende 1946 wurde es gehoben und im folgenden Jahr abgewrackt.

## Name
Die Amagi war nach einer Korvette – die von April 1878 bis Juni 1905 in Dienst stand – und einem nicht in Dienst gestellten Schlachtkreuzer von Anfang der 1920er Jahre das dritte Kriegsschiff der japanischen Marine, das diesen Namen trug. Benannt wurde sie nach einem Vulkan in der Präfektur Shizuoka auf der Insel Honshū.

## Liste der Kommandanten
| Nr. | Name                                              | Beginn der Amtszeit | Ende der Amtszeit | Bemerkungen                                     |
| --- | ------------------------------------------------- | ------------------- | ----------------- | ----------------------------------------------- |
| 1.  | Kapitän zur See/Konteradmiral Yamamori Kamenosuke | 10. August 1944     | 23. Oktober 1944  | seit 27. Juni 1943 mit der Baubelehrung betraut |
| 2.  | Kapitän zur See Miyazaki Toshio                   | 23. Oktober 1944    | 20. April 1945    |                                                 |
| 3.  | Kapitän zur See Hiratsuka Shiro                   | 20. April 1945      | 27. Juli 1945     |                                                 |

## Galerie

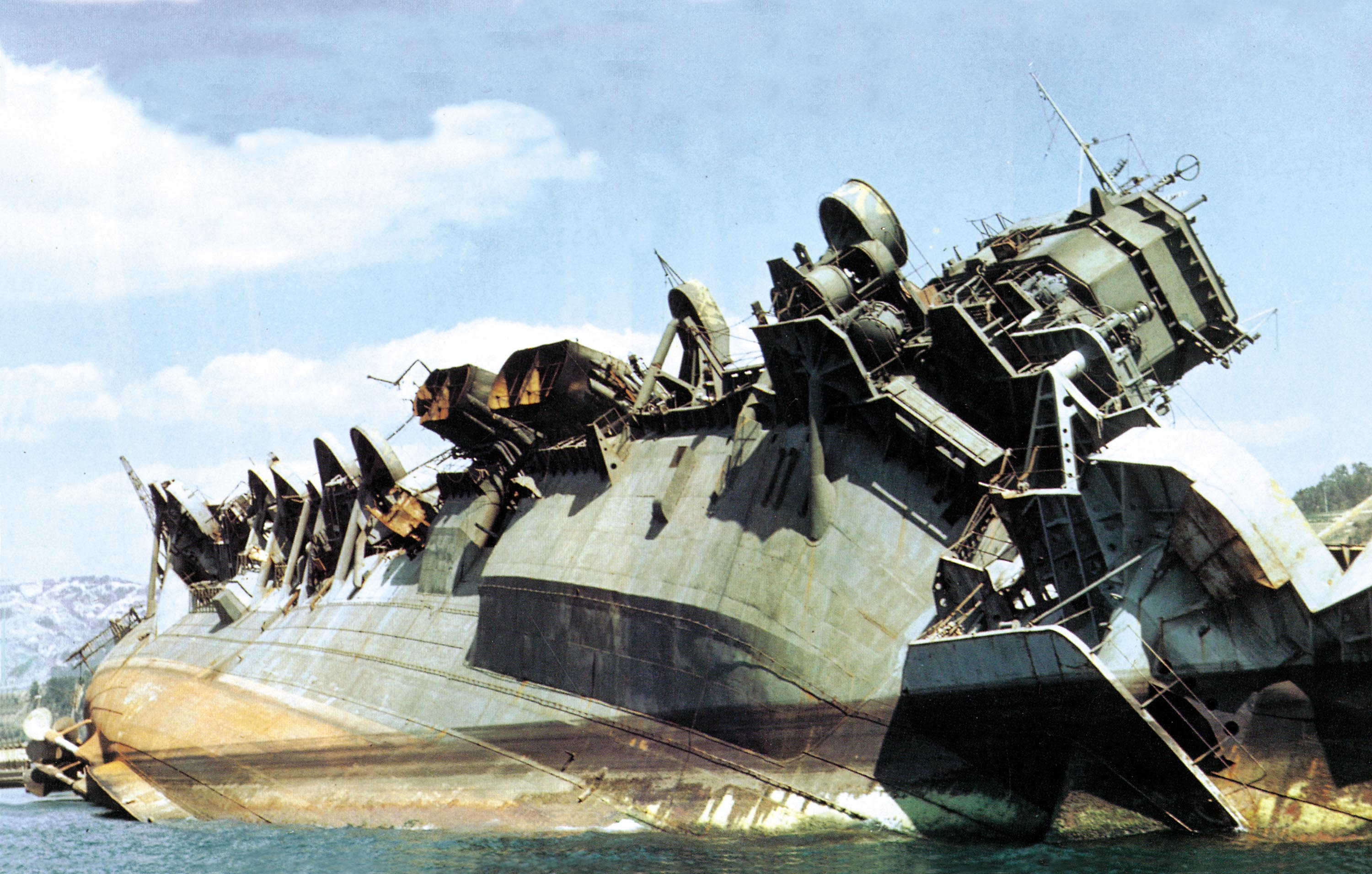
Die Amagi halb gekentert nach amerikanischen Luftangriffen im Juli 1945 (Aufnahme August 1946).
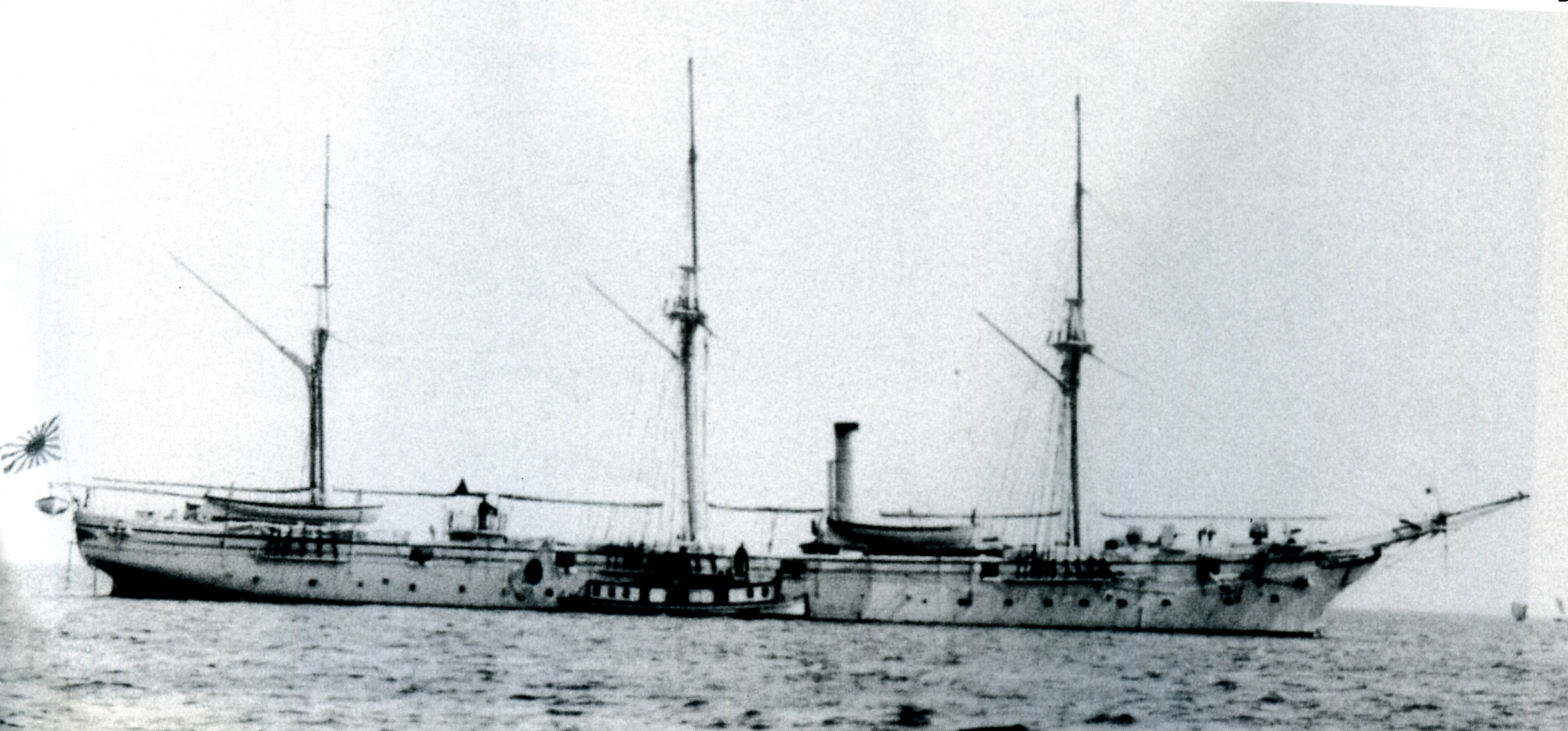
Die erste Namensvorgängerin, hier circa 1897.